# Кайкан, Пётр Фёдорович
Пётр Фёдорович Кайкан (7 мая 1921, село Новоселка, Станиславовское воеводство — 29 октября 2006, Ивано-Франковск) — советский партийный и государственный деятель, председатель Станиславского/Ивано-Франковского облисполкома (1955—1979).

## Биография
Родился в крестьянской семье. Трудовую деятельность начал в 1936 году в хозяйстве своего отца и на мельнице польского шляхтича.
После присоединения западноукраинских земель к Украинской ССР в сентябре 1939 года стал агентом районного Уполномоченного Наркомата заготовок СССР, председателем правления колхоза «Новая жизнь» Тлумацкого района Станиславской области.
Участник Великой Отечественной войны. Служил командиром взвода.
В 1946 г. — десятник-строитель Ленинградского управления «Главгазтопливстрой».
Член ВКП(б) с 1949 года. В 1952 г. окончил Львовскую партийную школу, в 1965 г. заочно — Высшую партийную школу при ЦК КПСС.
- 1946—1950 гг. — заведующий Тлумацким районным отделом сельского хозяйства Станиславской области,
- 1952—1953 гг. — председатель исполнительного комитета Тлумацкого районного совета депутатов трудящихся Станиславской области,
- 1953—1955 гг. — первый секретарь Яремчанского районного комитета КП Украины Станиславской области.

В 1955—1979 гг. — председатель исполнительного комитета Станиславского (Ивано-Франковского) областного совета депутатов трудящихся.
Депутат Верховного Совета СССР 5-9-го созывов. Кандидат в члены ЦК КПУ (1956—1960). Член Ревизионной комиссии КПУ (1960—1976).
С 1979 г на пенсии. В 1980—1999 гг. — председатель Ивано-Франковского областного совета ветеранов войны.

## Звания
- майор (5.06.1959)
- полковник (6.05.1977)

## Награды и звания
- орден Ленина
- три ордена Трудового Красного Знамени
- ордена
- медали

## Электронные источники
- Довідник з історії Комуністичної партії та Радянського Союзу (рус.)(рус.)